# Segundolus insignitus
Segundolus insignitus is een hooiwagen uit de familie Gonyleptidae.